# Équipe d'Angleterre de football à la Coupe du monde 1950
L'équipe d'Angleterre de football est éliminée au premier tour de la Coupe du monde.

## Effectif
| Numéro / Nom       | Numéro / Nom        | Club                    | Date de naissance | J.              | Buts            |                 |                 |                 |
| Gardiens de but    | Gardiens de but     | Gardiens de but         | Gardiens de but   | Gardiens de but | Gardiens de but | Gardiens de but | Gardiens de but | Gardiens de but |
| ------------------ | ------------------- | ----------------------- | ----------------- | --------------- | --------------- | --------------- | --------------- | --------------- |
| -                  | Ted Ditchburn       | Tottenham Hotspur       | 24 octobre 1921   | 0               | 0               | 0               | 0               | 0               |
| -                  | Bert Williams       | Wolverhampton Wanderers | 31 janvier 1920   | 0               | 0               | 0               | 0               | 0               |
| Défenseurs         |                     |                         |                   |                 |                 |                 |                 |                 |
| -                  | John Aston Sr.      | Manchester United       | 2 septembre 1921  | 0               | 0               | 0               | 0               | 0               |
| -                  | Bill Eckersley      | Blackburn Rovers        | 16 juillet 1926   | 0               | 0               | 0               | 0               | 0               |
| -                  | Alf Ramsey          | Tottenham Hotspur       | 22 janvier 1920   | 0               | 0               | 0               | 0               | 0               |
| -                  | Laurie Scott        | Arsenal                 | 23 avril 1917     | 0               | 0               | 0               | 0               | 0               |
| -                  | Jim Taylor          | Fulham                  | 5 novembre 1917   | 0               | 0               | 0               | 0               | 0               |
| -                  | Billy Wright        | Wolverhampton Wanderers | 6 février 1924    | 0               | 0               | 0               | 0               | 0               |
| Milieux de terrain |                     |                         |                   |                 |                 |                 |                 |                 |
| -                  | Eddie Baily         | Tottenham Hotspur       | 6 août 1925       | 0               | 0               | 0               | 0               | 0               |
| -                  | Henry Cockburn      | Manchester United       | 14 septembre 1921 | 0               | 0               | 0               | 0               | 0               |
| -                  | Jimmy Dickinson     | Portsmouth              | 24 avril 1925     | 0               | 0               | 0               | 0               | 0               |
| -                  | Laurie Hughes       | Liverpool               | 2 mars 1924       | 0               | 0               | 0               | 0               | 0               |
| -                  | Bill Nicholson      | Tottenham Hotspur       | 26 janvier 1919   | 0               | 0               | 0               | 0               | 0               |
| -                  | Willie Watson       | Sunderland              | 7 mars 1920       | 0               | 0               | 0               | 0               | 0               |
| Attaquants         |                     |                         |                   |                 |                 |                 |                 |                 |
| -                  | Roy Bentley         | Chelsea                 | 17 mars 1924      | 0               | 0               | 0               | 0               | 0               |
| -                  | Tom Finney          | Preston North End       | 5 avril 1922      | 0               | 0               | 0               | 0               | 0               |
| -                  | Wilf Mannion        | Middlesbrough           | 16 mai 1918       | 0               | 0               | 0               | 0               | 0               |
| -                  | Stanley Matthews    | Blackpool               | 1er février 1915  | 0               | 0               | 0               | 0               | 0               |
| -                  | Jackie Milburn      | Newcastle United        | 11 mai 1924       | 0               | 0               | 0               | 0               | 0               |
| -                  | Stan Mortensen      | Blackpool               | 26 mai 1925       | 0               | 0               | 0               | 0               | 0               |
| -                  | Jimmy Mullen        | Wolverhampton Wanderers | 6 janvier 1923    | 0               | 0               | 0               | 0               | 0               |
| Sélectionneur      |                     |                         |                   |                 |                 |                 |                 |                 |
|                    | Walter Winterbottom |                         | 31 mars 1913      |                 |                 |                 |                 |                 |

## Qualification
L'Angleterre se qualifie en finissant première de l'édition 1949-1950 du British Home Championship qui sert de groupe qualificatif devant l'Écosse, l'Irlande du Nord et le Pays de Galles.

## La coupe du monde

### Premier tour
| Classement final |            |     |   |   |   |   |    |    |      |
|                  | Équipe     | Pts | J | G | N | P | BP | BC | Diff |
| 1                | Espagne    | 6   | 3 | 3 | 0 | 0 | 6  | 1  | +5   |
| 2                | Angleterre | 2   | 3 | 1 | 0 | 2 | 2  | 2  | 0    |
| 3                | Chili      | 2   | 3 | 1 | 0 | 2 | 5  | 6  | -1   |
| 4                | États-Unis | 2   | 3 | 1 | 0 | 2 | 4  | 8  | -4   |

| 25 juin   | Angleterre | 2 | 0 | Chili      |
| 25 juin   | Espagne    | 3 | 1 | États-Unis |
| 29 juin   | Espagne    | 2 | 0 | Chili      |
| 29 juin   | États-Unis | 1 | 0 | Angleterre |
| 2 juillet | Espagne    | 1 | 0 | Angleterre |
| 2 juillet | Chili      | 5 | 2 | États-Unis |

| 25 juin 1950                      | Angleterre                  | 2 - 0 | Chili | Estádio do Maracanã, Rio de Janeiro              |                                                  |
| 15:00 · Historique des rencontres | Mortensen 39e · Mannion 51e |       |       | Spectateurs : 30 000 Arbitrage : M. Van der Meer | Spectateurs : 30 000 Arbitrage : M. Van der Meer |
| 15:00 · Historique des rencontres | (Rapport)                   |       |       | Spectateurs : 30 000 Arbitrage : M. Van der Meer | Spectateurs : 30 000 Arbitrage : M. Van der Meer |

| 29 juin 1950                      | États-Unis   | 1 - 0 | Angleterre | Estadio Independencia, Belo Horizonte       |                                             |
| 18:00 · Historique des rencontres | Gaetjens 38e |       |            | Spectateurs : 10 000 Arbitrage : M. Datillo | Spectateurs : 10 000 Arbitrage : M. Datillo |
| 18:00 · Historique des rencontres | (Rapport)    |       |            | Spectateurs : 10 000 Arbitrage : M. Datillo | Spectateurs : 10 000 Arbitrage : M. Datillo |

| 2 juillet 1950                    | Espagne   | 1 - 0 | Angleterre | Estádio do Maracanã, Rio de Janeiro         |                                             |
| 15:00 · Historique des rencontres | Zarra 48e |       |            | Spectateurs : 74 000 Arbitrage : M. Galeati | Spectateurs : 74 000 Arbitrage : M. Galeati |
| 15:00 · Historique des rencontres | (Rapport) |       |            | Spectateurs : 74 000 Arbitrage : M. Galeati | Spectateurs : 74 000 Arbitrage : M. Galeati |